# András Busi
András Busi (* 2. Mai 1952 in Budapest) ist ein ehemaliger ungarischer Radrennfahrer und nationaler Meister im Radsport.

## Sportliche Laufbahn
Busi war im Straßenradsport aktiv. 1975 und 1976 holte er den nationalen Titel im Paarzeitfahren mit István Kiss. 1972 gewannen András Busi, István Kiss, Tibor Magyar, József Peterman die Meisterschaft im Mannschaftszeitfahren. 1974 wurde er Meister im Stafettenfahren. 
Die Internationale Friedensfahrt fuhr er 1972 und wurde 33. der Gesamtwertung. Er startete in den Jahren von 1968 bis 1977 für den Verein Újpesti Dózsa Sport Club sowie 1978 und 1979 für den Verein Csepel SC.